# Christin Muche
Christin Muche (Forst, Brandenburg, 19 d'octubre de 1983) és una ciclista alemanya especialista en la pista. Ha guanyat dues medalles als Campionats del món en Keirin, una d'elles d'or.

## Palmarès
- 2000
  -  Campiona del món júnior en Velocitat
- 2003
  -  Campiona d'Alemanya en Keirin
- 2004
  -  Campiona d'Alemanya en Keirin
  -  Campiona d'Alemanya en Velocitat
- 2005
  -  Campiona d'Europa sub-23 en Velocitat
  -  Campiona d'Europa sub-23 en Keirin
  -  Campiona d'Alemanya en Keirin
  -  Campiona d'Alemanya en Velocitat
- 2006
  -  Campiona del Món en Keirin
  -  Campiona d'Alemanya en Keirin
- 2007
  -  Campiona d'Alemanya en Keirin
- 2008
  -  Campiona d'Alemanya en Keirin
  -  Campiona d'Alemanya en Velocitat

### Resultats a laCopa del Món
- 2004-2005
  - 1a a Manchester, en Velocitat
- 2009-2010
  - 1a a Cali, en Keirin